# الأمير المارق (آل التنين)
«الأمير المارق» (بالإنجليزية: The Rogue Prince)‏ هي الحلقة الثاني لمسلسل إتش بي أو الدرامي الفنتازي التلفزيوني آل التنين. تم بثها لأول مرة في 28 أغسطس 2022. كتب الحلقة مؤلف المسلسل ريان كوندال، وأخرجها غريغ يايتانيس.

## الحبكة
بعد ستة أشهر من تسمية رينيرا كوريثة للعرش، احتل ديمون دراغونستون، بدعم من الآلاف من حراس العباءة الذهبية المخلصين. في هذه الأثناء، الأمير-الأدميرال كراجاس دراهار، المعروف باسم مُغذّي السلطعون، يهدد ستيبستونز بناءً على طلب ترياركي. يضغط المجلس الصغير على الملك فيسيريس للزواج مرة أخرى ونشر خطه الملكي، مما يهدد وضع رينيرا في الخلافة. تم رفض اقتراح رينيرا لإظهار القوة ضد كراجاس، وهبطت لاختيار فارس جديد لحرس الملك. اختارت السيد كريستون لتجربته العسكرية، متجاهلة افتقاره إلى الدعم السياسي. بينما تواصل أليسينت هايتاور مواساة الملك فيسيريس بناءً على طلب والدها، يقترح السيد كوريليس فيلاريون، زوج الأميرة رينيس، أن تتزوج ابنته لينا البالغة من العمر 12 عامًا من الملك. قام ديمون بسرقة بيضة تنين لدفع فيسيريس إلى مواجهة في دراغونستون، لكن أوتو هايتاور ذهب بدلاً منه. مع اقتراب إراقة الدماء، تطير رينيرا إلى دراغونستون على تنينها، سيراكس، وتستعيد البيضة من ديمون بسلام. أثار عصيانها غضب الملك، مما أثار نقاشًا صريحًا حول الملكة إيما وزواجه مرة أخرى. في النهاية، أعلن فيسيريس أنه سيتزوج أليسينت، الأمر الذي أثار صدمة وغضب كل من رينيرا و كوريليس؛ ويلتقي كوريليس عن ديمون للتحالف.

## الاستقبال

### الاستقبال النقدي
في مجمع المراجعات روتن توميتوز، حصلت الحلقة على نسبة موافقة بلغت 82% بناءً على 101 مراجعة، بمتوسط تقييم 7.4/10.
تم تصنيف الحلقة بـ«ج+» من إيه. في. كلوب، ذكروا أن الحلقة كانت «نقاشية» وتتكون من «مكائد محكمة بنسبة 85 بالمائة» بينما أشاد بمواجهة الحلقة في دراغونستون بين ديمون ورينيرا، وكتبوا أن الحلقة «تحتاج بشدة إلى المزيد من المشاهد» مثل تركيز الحلقة على المحادثات و دسيسة القصر أصبحت «مملة».
تصف مراجعة Vulture للحلقة وذلك يعني أنها «ثقيلة في الوصف وخفيفة على الزنا"، كما أشادت بالمواجهة في دراغونستون، قائلة: «هناك أخيرًا بعض التوتر الشرير اللذيذ في الهواء».